# Równanie Eyringa-Polanyiego
Równanie Eyringa-Polanyi’ego (również równanie Eyringa) – równanie kinetyki chemicznej wyprowadzone teoretycznie na podstawie teorii stanu przejściowego (teoria kompleksu aktywnego). Jest ekwiwalentem empirycznego równania Arrheniusa.
Nazwa pochodzi od nazwisk autorów teorii stanu przejściowego (Michael Polanyi oraz Henry Eyring). Jednym ze współautorów był również M.G. Evans.
{\displaystyle k={\frac {k_{\mathrm {B} }T}{h}}\mathrm {e} ^{-{\frac {\Delta G^{\ddagger }}{RT}}},}
gdzie:
{\displaystyle k} – stała szybkości reakcji,
{\displaystyle T} – temperatura absolutna,
{\displaystyle \Delta G^{\ddagger }} – entalpia swobodna Gibbsa kompleksu aktywnego względem substratów reakcji,
{\displaystyle R} – uniwersalna stała gazowa,
{\displaystyle k_{\mathrm {B} }} – stała Boltzmanna,
{\displaystyle h} – stała Plancka.